# Ophioglossum simplex
Ophioglossum simplex là một loài dương xỉ trong họ Ophioglossaceae. Loài này được Ridley, Bower mô tả khoa học đầu tiên năm 1901.
Danh pháp khoa học của loài này chưa được làm sáng tỏ. 